# Amamitrast
Amamitrast (Zoothera major) är en fåtalig östasiatisk tätting i familjen trastar, nära släkt med guldtrast och tigertrast. Den förekommer enbart på en enda ö i södra Japan.

## Kännetecken

### Utseende
Amamitrasten är en stor (30 cm) och kraftigt tecknad, något gulaktig trast. Ovansidan är varmt olivbrun till beigefärgad, undersidan svartfjällat vitkaktig. Den är mycket lik guldtrasten, men amamitrasten är större och har bland annat tätare tecknad undersida, mer gräddfärgad buk och undre vingtäckare, gulgrå tarser istället för rödaktiga samt tolv stjärtfjädrar (guldtrasten har 14).
Amamitrasten är även mycket lik tigertrasten, som tidigare behandlades som en del av guldtrasten, men skiljer sig genom renare blek strupe, likaså renare ansiktsteckning med mycket mindre mörk fläck på bakre örontäckarna, mer utbrett beige undertill, något mindre vitt på vingen, större storlek, längre vingar och mycket längre näbb.

### Läten
Bland amamitrastens läten hörs ett tunt "tsih" i flykten, ett viskande "sih" och ett ljust, dalande "tseeooo". Sången är en melodisk ramsa mestadels levererad på morgonen, i engelsk litteratur återgiven som "chirrup-chewee-chueu-wiow-we-ep". Den skiljer sig tydligt från guldtrastens monotona sorgesamma vissling som oftast framförs nattetid, men även något från tigertrasten med mer åtskilda och komplexa toner.

## Utbredning och systematik
Amamitrasten förekommer enbart på ön Amami-Ōshima i den norra delen av Ryukyuöarna i södra Japan. Den behandlas som monotypisk, det vill säga att den inte delas in i några underarter.

## Levnadssätt
Amamitrasten är begränsad till gammal subtropisk städsegrön skog med minst 60 år gamla träd, i fuktiga dalar på 100-400 meters höjd. Fågeln är liksom övriga Zoothera-trastar skygg. Den hittas ofta nära mosstäckta stenar intill strömmande vattendrag. Födan består av ryggradslösa djur och frukt. Fågeln häckar i maj och juni. Den placerar sitt bo på lågt sittande grenar 1,5 till tre meter ovan mark och lägger tre till fyra ägg.

## Status och hot
Amamitrasten har ett mycket litet utbredningsområde och en världspopulation uppskattad till endast mellan 2000 och 6000 vuxna individer. Beståndet tros dock vara stabilt. Internationella naturvårdsunionen IUCN kategoriserar den som livskraftig.